# سالي ويلر
سالي ويلر (بالإنجليزية: Sally Wheeler)‏ هي ممثلة أمريكية، ولدت في 19 مايو 1970 في وينتر هافن في الولايات المتحدة.

## وصلات خارجية
- سالي ويلر على موقع IMDb (الإنجليزية)
- سالي ويلر على موقع ألو سيني (الفرنسية)
- سالي ويلر على موقع أول موفي (الإنجليزية)
- سالي ويلر على موقع قاعدة بيانات الفيلم (الإنجليزية)
- سالي ويلر على موقع كينوبويسك (الروسية)